# Euphyia minois
Euphyia minois là một loài bướm đêm trong họ Geometridae.